# Ceratomyxa opisthocornata
Ceratomyxa opisthocornata is een microscopische parasiet uit de familie Ceratomyxidae. Ceratomyxa opisthocornata werd in 1977 beschreven door Evdokimova. 